# روكفورد (إلينوي)
روكفورد (بالإنجليزية: Rockford)‏ هي مدينة متوسطة المساحة توجد بشمال ولاية إلينوي، ويشار أليها أحيانًا باسم مدينة الغابات، سكانها الأوائل سكنوا بها أول مره سنة 1834 و1835.

## التركيبة السكانية
حدّد مكتب تعداد الولايات المتحدة بيانات التركيبة السكانية لروكفورد في تعداد الولايات المتحدة. في ما يلي، التركيبة السكانية حسب تعدادي 2000 و2010.

### تعداد عام 2000
بلغ عدد سكان روكفورد 150,115 نسمة بحسب تعداد عام 2000، وبلغ عدد الأسر 59,158 أسرة وعدد العائلات 37,348 عائلة مقيمة في المدينة. في حين سجلت الكثافة السكانية 886.3 نسمة لكل كيلومتر مربع (2,295.5/ميل2). وبلغ عدد الوحدات السكنية 63,570 وحدة بمتوسط كثافة قدره 375.3 لكل كيلومتر مربع (972.0/ميل2).
وتوزع التركيب العرقي للمدينة بنسبة 72.81% من البيض و17.37% من الأمريكيين الأفارقة و0.32% من الأمريكيين الأصليين و2.20% من الأمريكيين ذوي الأصول الآسيوية و0.04% من سكان جزر المحيط الهادئ و4.80% من الأعراق الأخرى و2.46% من عرقين مختلطين أو أكثر و10.18% من الهسبانيون أو اللاتينيون من أي عرق.
بلغ عدد الأسر 59,158 أسرة كانت نسبة 34.8% منها لديها أطفال تحت سن الثامنة عشر تعيش معهم، وبلغت نسبة الأزواج القاطنين مع بعضهم البعض 43.8% من أصل المجموع الكلي للأسر، ونسبة 14.8% من الأسر كان لديها معيلات من الإناث دون وجود شريك، بينما كانت نسبة 4.5% من الأسر لديها معيلون من الذكور دون وجود شريكة وكانت نسبة 36.9% من غير العائلات. تألفت نسبة 30.7% من أصل جميع الأسر من عدة أفراد يعيشون في نفس المنزل ونسبة 11.3% كانت تتألف من شخص يعيش بمفرده يبلغ من العمر 65 عاماً أو أكثر. وبلغ متوسط حجم الأسرة المعيشية 2.46، أما متوسط حجم العائلات فبلغ 3.09.
بلغ العمر الوسطي للسكان 34.4 عاماً. وكانت نسبة 26.5% من القاطنين تحت سن الثامنة عشر، وكانت نسبة 8.8% بين الثامنة عشر والرابعة والعشرين عاماً، ونسبة 29% كانت واقعةً في الفئة العمرية ما بين الخامسة والعشرين والرابعة والأربعين عاماً، ونسبة 20% كانت ما بين الخامسة والأربعين والرابعة والستين، ونسبة 12.8% كانت ضمن فئة الخامسة والستين عاماً فما فوق. يوجد لكل 100 أنثى 93.0 ذكر، ويوجد لكل 100 أنثى في الثامنة عشر من عمرها فما فوق 88.8 ذكر.
بلغ متوسط دخل الأسرة في المدينة 37,667 دولارًا، أما متوسط دخل العائلة فبلغ 45,465 دولارًا. وكان متوسط دخل الذكور 37,098 دولارًا مقابل 25,421 دولارًا للإناث. وسجل دخل الفرد الخاص بالمدينة 19,781 دولارًا. وكانت نسبة 10.5% من العائلات ونسبة 14% من السكان تحت خط الفقر، وكان من هؤلاء نسبة 20.1% تحت سن الثامنة عشر ونسبة 8% في الخامسة والستين من العمر وما فوق.

### تعداد عام 2010
بلغ عدد سكان روكفورد 152,871 نسمة بحسب تعداد عام 2010، وبلغ عدد الأسر 59,973 أسرة وعدد العائلات 37,044 عائلة مقيمة في المدينة. في حين سجلت الكثافة السكانية 902.6 نسمة لكل كيلومتر مربع (2,337.7/ميل2). وبلغ عدد الوحدات السكنية 66,700 وحدة بمتوسط كثافة قدره 393.8 لكل كيلومتر مربع (1,019.9/ميل2).
وتوزع التركيب العرقي للمدينة بنسبة 65.10% من البيض و20.51% من الأمريكيين الأفارقة و0.40% من الأمريكيين الأصليين و2.91% من الأمريكيين ذوي الأصول الآسيوية و0.03% من سكان جزر المحيط الهادئ و7.47% من الأعراق الأخرى و3.59% من عرقين مختلطين أو أكثر و15.76% من الهسبانيون أو اللاتينيون من أي عرق.
بلغ عدد الأسر 59,973 أسرة كانت نسبة 33.1% منها لديها أطفال تحت سن الثامنة عشر تعيش معهم، وبلغت نسبة الأزواج القاطنين مع بعضهم البعض 38.7% من أصل المجموع الكلي للأسر، ونسبة 17.7% من الأسر كان لديها معيلات من الإناث دون وجود شريك، بينما كانت نسبة 5.4% من الأسر لديها معيلون من الذكور دون وجود شريكة وكانت نسبة 38.2% من غير العائلات. تألفت نسبة 31.9% من أصل جميع الأسر من عدة أفراد يعيشون في نفس المنزل ونسبة 11.8% كانت تتألف من شخص يعيش بمفرده يبلغ من العمر 65 عاماً أو أكثر. وبلغ متوسط حجم الأسرة المعيشية 2.48، أما متوسط حجم العائلات فبلغ 3.14.
بلغ العمر الوسطي للسكان 35.8 عاماً. وكانت نسبة 25.9% من القاطنين تحت سن الثامنة عشر، وكانت نسبة 9.3% بين الثامنة عشر والرابعة والعشرين عاماً، ونسبة 26.4% كانت واقعةً في الفئة العمرية ما بين الخامسة والعشرين والرابعة والأربعين عاماً، ونسبة 24.6% كانت ما بين الخامسة والأربعين والرابعة والستين، ونسبة 13.9% كانت ضمن فئة الخامسة والستين عاماً فما فوق. وتوزع التركيب الجنسي للسكان بنسبة 48.3% ذكور و51.7% إناث.